# Parallelia feneratrix
Parallelia feneratrix är en fjärilsart som beskrevs av Achille Guenée 1852. Parallelia feneratrix ingår i släktet Parallelia och familjen nattflyn. Inga underarter finns listade i Catalogue of Life.